# Meganoton
Meganoton este un gen de molii din familia Sphingidae. 

## Specii
- Meganoton analis (R. Felder, 1874)
- Meganoton hyloicoides Rothschild, 1910
- Meganoton loeffleri Eitschberger, 2003
- Meganoton nyctiphanes (Walker, 1856)
- Meganoton rubescens Butler, 1876
- Meganoton yunnanfuana Clark, 1925

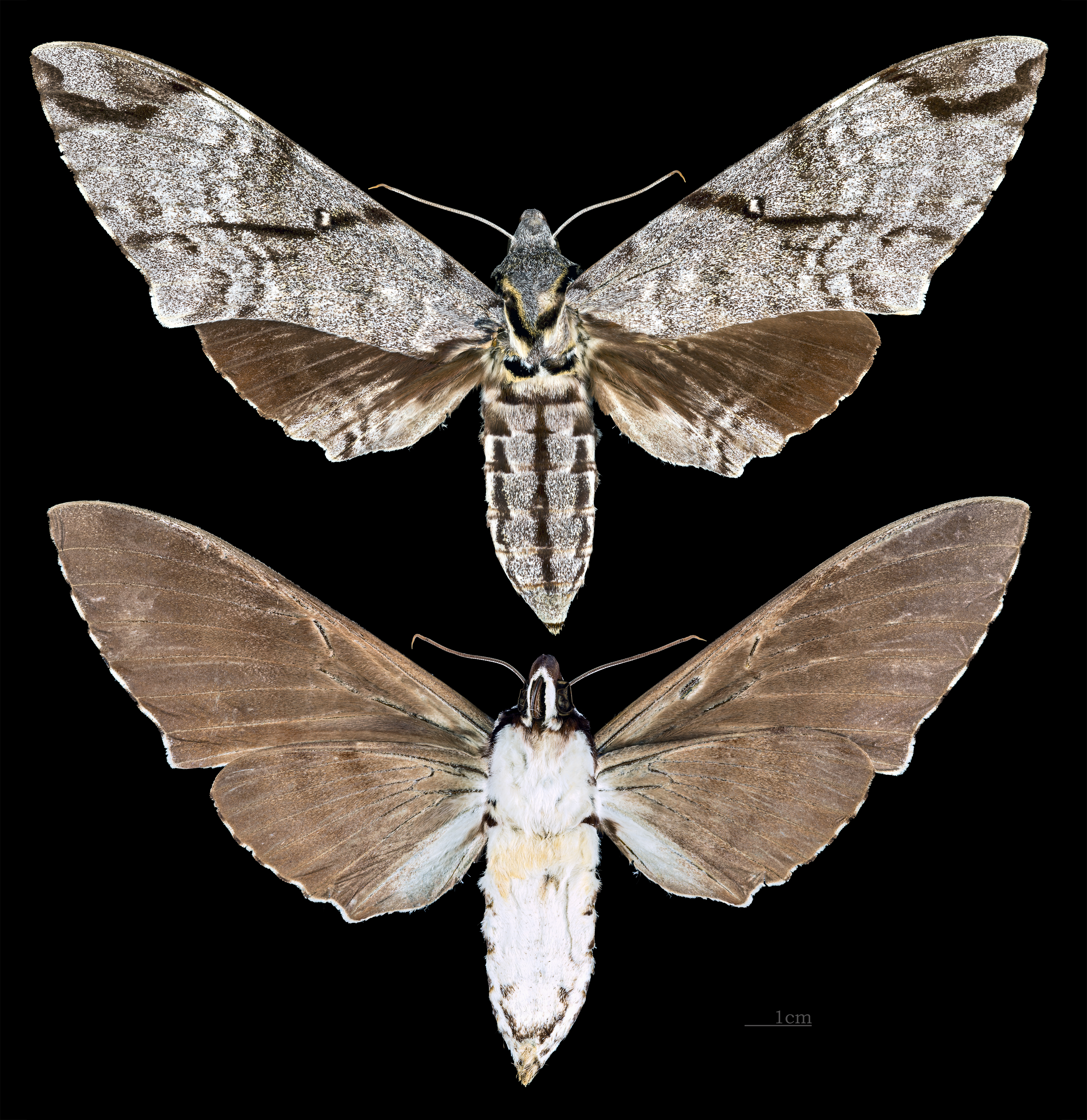
Meganoton analis
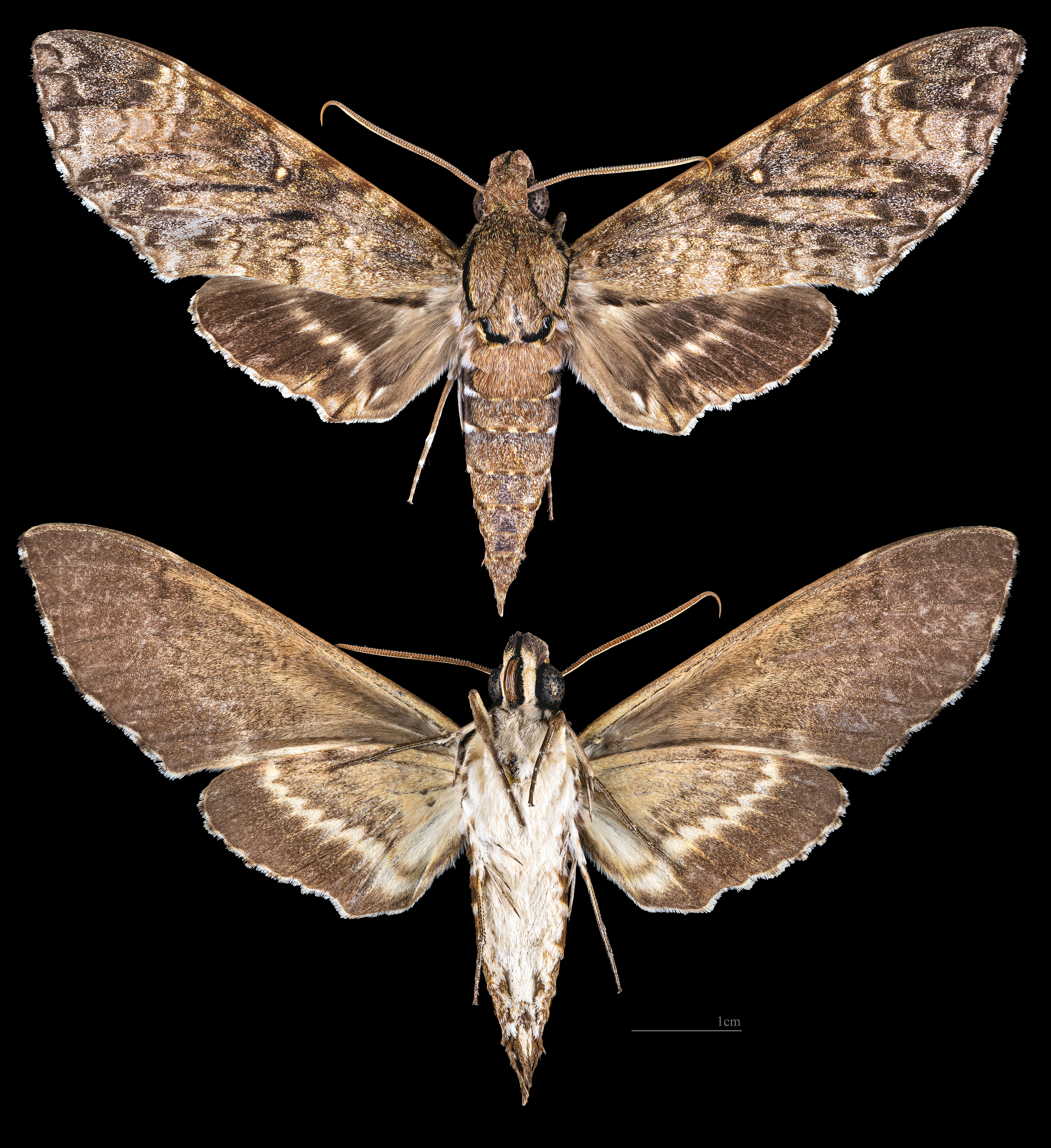
Meganoton nyctiphanes
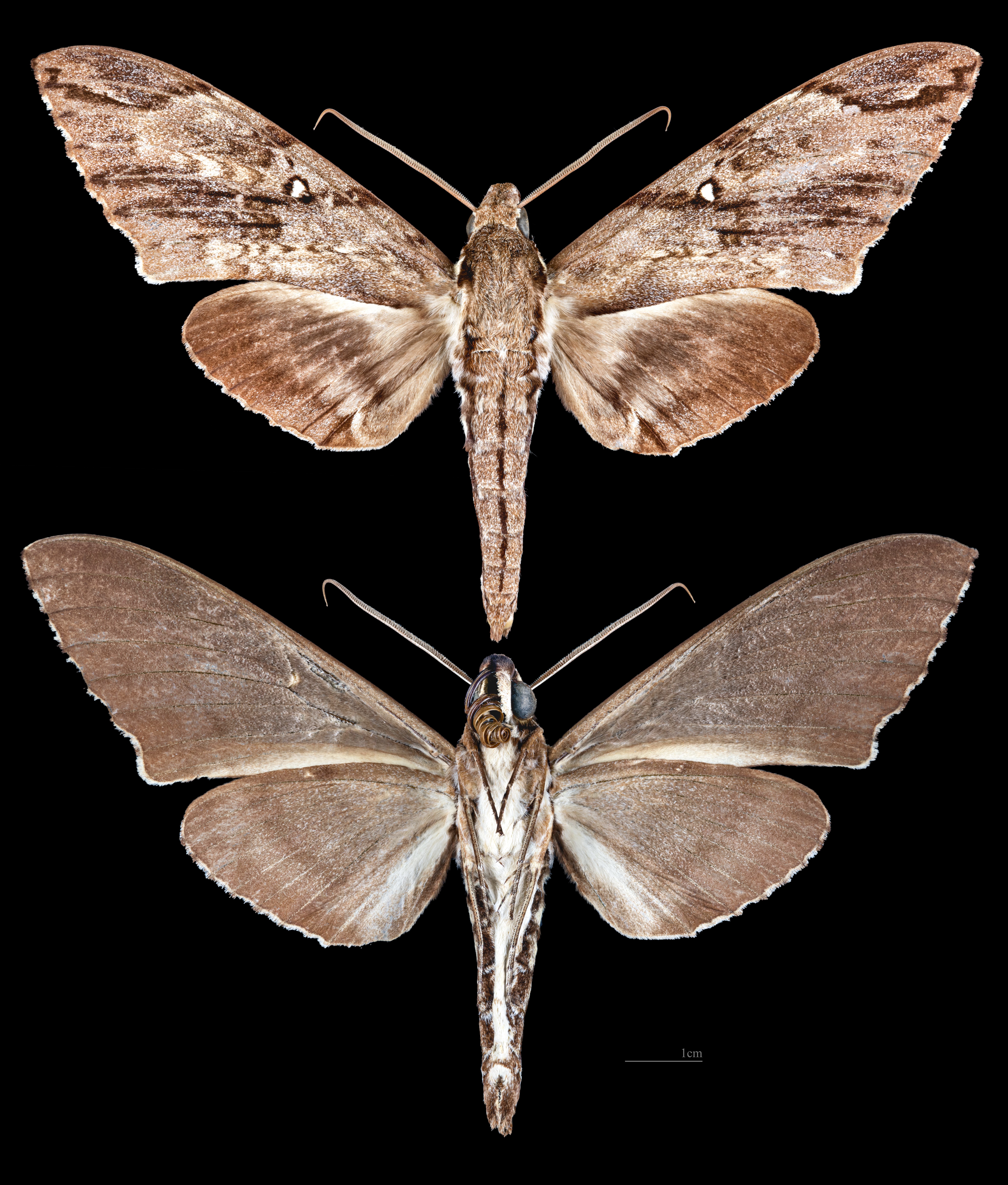
Meganoton rubescens